# Colysis membranacea
Colysis membranacea là một loài thực vật có mạch trong họ Polypodiaceae. Loài này được (Blume) C. Presl miêu tả khoa học đầu tiên năm 1851.